# NCIS: ニューオーリンズ
『NCIS: ニューオーリンズ』（NCIS: New Orleans）はアメリカ合衆国のテレビドラマシリーズ。世界各国で絶大な人気を誇る『NCIS 〜ネイビー犯罪捜査班』の最新スピンオフ・シリーズとして、2014年9月23日からCBSで放送が開始され、初回放送では、2,100万人（7日以内のDVR（デジタルビデオレコーダー）での録画視聴を含む）の視聴者数を達成し、NCISシリーズの人気の高さを証明した。2014年にスタートした新ドラマにおいてNo.1の高い平均視聴者数を維持してシーズン2の制作が決まった。
日本ではシーズン1を2015年10月30日 21:00から吹替版を、10月31日 24:00から字幕版をスーパー!ドラマTVにて放送。2016年11月25日より、同チャンネルで前シーズンと同じ時間でシーズン2の放送が開始。テレビ東京でも、『ランチチャンネル』枠において、2017年11月13日から12月14日までシーズン1を放送。
2021年5月16日放送のシーズン7第155話をもってシリーズ終了が発表された。

## 内容
アメリカ南部に位置し、ジャズの発祥地としても知られるルイジアナ州ニューオーリンズを舞台に、アメリカ海軍や海兵隊に所属する軍人たちが関わる事件を描いた犯罪捜査ドラマ。
NCIS（Naval Criminal Investigative Service＝海軍犯罪捜査局）ニューオーリンズ支局は、主任のドウェイン・“キング”・プライド（スコット・バクラ）が率いる優秀なチーム。そこへ女性捜査官メレディス・“メリー”・ブロディ（ゾーイ・マクラーレン）が五大湖支局から赴任してきた所から物語はスタートする。メンバーは、ドウェインの片腕として信頼の厚い若手捜査官クリストファー・“クリス”・ラサール（ルーカス・ブラック）、ベテランの女性検視官ロレッタ・ウェイド（CCH・パウンダー）、科学捜査分析官セバスチャン・ランド（ロブ・カーコヴィッチ）など優秀で個性的な面々。都会とは違ったニューオーリンズならではのアットホームな雰囲気と独特なカルチャーを背景に、ドウェイン率いるチームは、様々な難事件を解決していく。1話目から本家『NCIS 〜ネイビー犯罪捜査班』のメンバーがゲスト出演している。シーズン5で100話を迎える。

## キャスト

### メイン
ドウェイン・“キング”・プライド
演 - スコット・バクラ (Scott Bakula)、日本語吹替 - 内田直哉
NCISニューオーリンズ支局の主任である特別捜査官で、あだ名はキング。ジェファーソン郡の保安官代理を務めたことがある。ピアノと料理が得意。祖母が経営していたバー(トゥルートーン)を昔と同じく建て直して経営する。仲間を大切にしており、仲間の為なら規則を破ることもある。元恋人で司法省の敏腕弁護士リタ・デヴェローと再会後は、また恋仲に戻る。元妻リンダとの間に、デュレーン大学で法律の勉強をしていた娘ローレルがいるが、大学卒業でニューヨークに行く事になる。父カシアス(あらゆる犯罪に手を染めた)は刑務所に収監されていたが、仮釈放となりドウェインは父とは連絡を断つが事件に巻き込まれたドウェインを庇い死亡。母ミーナは優し過ぎて心の病気とアルツハイマーとなり、施設で生活している。腹違いの弟ジミーがいる。生死の境を彷徨った後、NCIS本部から功績を認められ昇格として、南東部全域の主任捜査官(50人以上の特別捜査官を指揮できる立場)に抜擢され海軍航空基地に移動。その後もチームを引っ張っていく。ギブスとは元NIS（NCISの前身）からの30年来の友人。
クリストファー・“クリス”・ラサール
演 - ルーカス・ブラック (Lucas Black)、日本語吹替 - 加瀬康之
NCIS特別捜査官。アラバマ大学卒。風紀犯罪取締班に所属していたところ2005年カトリーナハリケーン時の事件で出会ったキングにスカウトされて現在の地位に就いた経緯を持つ。高い所は苦手で飛行機は乗りたくない。双極性障害で2歳年上の兄ケイドがいる。学生時代は授業に出なかったが評価は3.7だった。兄が犯罪者に扱われたり、恋人のサバンナが殺害されたりと悲しい思いをしている。実家は代々続く石油コンサルティング会社(ラサールエンタープライズ)。父が亡くなり遺産管財人になったが、色々な事情があり会社を破産した。兄ケイドが殺されて、ドウェインと捜査していたが罠に嵌まり殺害された。
メレディス・“メリー”・ブロディ
演 - ゾーイ・マクラーレン (Zoe McLellan)、日本語吹替 - 皆川純子
NCIS特別捜査官。ミシガン州出身であり、ニューオーリンズに来る前は五大湖支局に就いていた。元婚約していた時期がある。母オリビアはDARPA(米国国防研究計画局)に勤務。姉妹エミリーがいたが事故で死亡。後に事件に巻き込まれた事実が判明。DHA職員が関わる事件後、捜査は続けるがニューオリンズに戻らないと、突然ドウェイン達の元を去る。
ロレッタ・ウェイド
演 - CCH・パウンダー (CCH Pounder)、日本語吹替 - 宮寺智子
ジェファーソン郡検視官。ハーバード大学卒のエリート。ドウェインの親友である。ぶっきらぼうな印象だが、実際は文化と人々を愛する教養深い博愛主義者。未解決事件を20歳代から集めており、眠れない時は資料を読んで眠れなくなると言う。事件を通してダニーとCJ二人兄弟を養子に迎えている。結婚経験はあったがDVを受けていた。ダニーはロレッタのいるモルグで働いていたが、皆の役に立ちたいと海軍に入る。
セバスチャン・ランド
演 - ロブ・カーコヴィッチ (Rob Kerkovich)、日本語吹替 - 武藤正史
化学分析官。ロレッタのいる検視室の隣部屋がラボになっている。豊富な知識で捜査を助け、統計や確率を基にした行動をとるなど非常に優秀。IQ160。多種多様のオタク趣味を持っている為、事件に関する事を話す時に自分の世界観に入り込みウンチク話が止まらなくなる程で、周囲からは然り気無く注意を受ける事が多分にある。船酔いはするが、船は好き。携帯着信音はスタートレックのテーマ。外に出て皆と捜査したいと、NCISの厳しい試験に挑む。捜査官になってからは、武力行使チームに入りたいと考えている。ホラーマニアであり、スティーブン・キングといった正統派の作家を特に愛読している。後に投資目的で家を買った。
パットン・“トリプルP”・プレイム
演 - ダリル・チル・ミッチェル (Daryl Mitchell)、日本語吹替 - 竹田雅則
コンピュータースペシャリスト。3回の離婚歴あり現在は独身。交通事故で下半身麻痺になったとある事件の被害者に話している。MCをした経験もある事も。仕事が暇な時はこっそりとネットで遊んでいる。
ソーニャ・パーシー
演 - シャリータ・グラント (Shalita Grant)、日本語吹替 - 小島幸子
シーズン1でATFに属する徹底した、おとり捜査官。爆発物スペシャリストでもある。シーズン2からはプライドチームと働きたいと、NCIS特別捜査官となる。自分自身を都会ネズミ。クリスの事は田舎ネズミと例えている。ATFで3年　NCISで3年と経験してきて世界中で捜査してみたい気持ちになり、悩みを察したFBI捜査官レイモンド・アイズラーの助言を聞き、FBIの捜査官としてニューオーリンズから去る。
タミー・グレゴリオ
演 - ヴァネッサ・フェルリト (Vanessa Ferlito)、日本語吹替 - 甲斐田裕子
ブロデイが関わったDHSとの捜査の為、ワシントンから派遣されてくる。FBIでは対テロリズム、プロファイリング、1級射手の腕前を持ち得意とする。FBIはプライド捜査班のやり方が独特で独自で濡れ衣を晴らし事件解決を導いたとして、タミーをカルテル一掃する間NCISで手伝う事にさせる。その後、正式にNCIS捜査官となる。理解不能な現象が苦手である。一度離婚していたが、同性愛者と自覚。ソーニャと同居していたがソーニャが居なくなり、家賃が大変な為　セバスチャンが家を購入した事により、セバスチャンと同居する事にした。　

### ゲスト出演
リロイ・ジェスロ・ギブス
演 - マーク・ハーモン (Mark Harmon)、日本語吹替 - 井上和彦
ドナルド・“ダッキー”・マラード
演 - デヴィッド・マッカラム (David McCallum)、日本語吹替 - 千田光男
アビゲイル・“アビー”・シュート
演 - ポーリー・ペレット (Pauley Perrette)、日本語吹替 - 愛河里花子
レオン・ヴァンス
演 - ロッキー・キャロル (Rocky Carroll)、日本語吹替 - 佐久田脩
アンソニー・“トニー”・ディノッゾ
演 - マイケル・ウェザリー (Michael Weatherly)、日本語吹替 - 森宮隆
エレノア・レイ・“エリー”・ビショップ ( Eleanor Raye "Ellie" Bishop)
演 - エミリー・ウィッカーシャム、日本語吹替 - 恒松あゆみ
ニコラス・“ニック”・トーレス ( Nicholas "Nick" Torres)
演 - ウィルマー・バルデラマ、日本語吹替 - 遊佐浩二
ティモシー・ファラガット・“ティム”・マクギー ( Timothy Farragut "Tim" McGee)
演 - ショーン・マーレイ、日本語吹替 -会一太郎

## エピソード一覧

### シーズン一覧
| シーズン | シーズン | エピソード | 米国での放送日                | 米国での放送日                |
| シーズン | シーズン | エピソード | 初回                          | 最終回                        |
| -------- | -------- | ---------- | ----------------------------- | ----------------------------- |
|          | Pilot    | 2          | 2014年3月25日                 | 2014年4月1日                  |
|          | 1        | 23         | 2014年9月23日                 | 2015年5月12日                 |
|          | 2        | 24         | 2015年9月22日                 | 2016年5月17日                 |
|          | 3        | 24         | 2016年9月20日                 | 2017年5月16日                 |
|          | 4        | 24         | 2017年9月26日                 | 2018年5月15日                 |
|          | 5        | 24         | 2018年9月25日                 | 2019年5月14日                 |
|          | 6        | 20         | 2019年9月24日                 | 2020年4月19日                 |
|          | 7        | 16         | 2020年11月8日                 | 2021年5月23日                 |
| トータル | トータル | 155        | 2014年9月23日 – 2021年5月23日 | 2014年9月23日 – 2021年5月23日 |

### パイロット・エピソード
- 『NCIS 〜ネイビー犯罪捜査班』シーズン11において、下記エピソードが本作の実質的なパイロット・エピソードにあたる。

| 話数 | 通算 | タイトル                 | 原題                  | 監督                         | 米国放送日    | 視聴者数 (万人) |
| ---- | ---- | ------------------------ | --------------------- | ---------------------------- | ------------- | --------------- |
| 18   | 252  | ニューオリンズ支局: 前編 | Crescent City: Part 1 | ジェームズ・ホイットモア・Jr | 2014年3月25日 | 1,752           |
| 19   | 253  | ニューオリンズ支局: 後編 | Crescent City: Part 2 | トニー・ワームビー           | 2014年4月1日  | 1,716           |

### シーズン1 (2014年 - 2015年)
| 話数 | 通算 | タイトル             | 原題                        | 監督                         | 米国放送日     | 視聴者数 (万人) |
| ---- | ---- | -------------------- | --------------------------- | ---------------------------- | -------------- | --------------- |
| 1    | 1    | 新しい家族           | Musician Heal Thyself       | マイケル・ジンバーグ         | 2014年9月23日  | 1,722           |
| 2    | 2    | 黒い思惑             | Carrier                     | ジェームズ・ホイットモア・Jr | 2014年9月30日  | 1,657           |
| 3    | 3    | 逃亡犯を追え         | Breaking Brig               | トニー・ワームビー           | 2014年10月7日  | 1,539           |
| 4    | 4    | 甘い罠               | The Recruits                | オズ・スコット               | 2014年10月14日 | 1,614           |
| 5    | 5    | 人質を捜せ           | It Happened Last Night      | アルヴィン・ブラウン         | 2014年10月21日 | 1,613           |
| 6    | 6    | ホラータウン         | Master of Horror            | テレンス・オハラ             | 2014年10月28日 | 1,609           |
| 7    | 7    | ロケットの秘密       | Watch Over Me               | ジェームズ・ヘイマン         | 2014年11月11日 | 1,499           |
| 8    | 8    | 幻の恋               | Love Hurts                  | マイケル・プレスマン         | 2014年11月18日 | 1,686           |
| 9    | 9    | 掘り起こされた真実   | Chasing Ghosts              | ジェームズ・ホイットモア・Jr | 2014年11月25日 | 1,447           |
| 10   | 10   | 英雄の行方           | Stolen Valor                | デニス・スミス               | 2014年12月16日 | 1,414           |
| 11   | 11   | 情報提供者           | Baitfish                    | レスリー・リブマン           | 2015年1月6日   | 1,773           |
| 12   | 12   | 海底に眠る謎         | The Abyss                   | テレンス・オハラ             | 2015年1月13日  | 1,639           |
| 13   | 13   | 命の限り             | The Walking Dead            | エドワード・オルネラス       | 2015年2月3日   | 1,652           |
| 14   | 14   | 過去との対峙         | Careful What You Wish For   | ジェームズ・ヘイマン         | 2015年2月10日  | 1,619           |
| 15   | 15   | 狙われたマルディグラ | Le Carnaval de la Mort      | トニー・ワームビー           | 2015年2月17日  | 1,470           |
| 16   | 16   | 兄と弟               | My Brother's Keeper         | オズ・スコット               | 2015年2月24日  | 1,371           |
| 17   | 17   | 資金源               | More Now                    | ベサニー・ルーニー           | 2015年3月10日  | 1,261           |
| 18   | 18   | 制裁の銃弾           | The List                    | マイケル・ジンバーグ         | 2015年3月24日  | 1,442           |
| 19   | 19   | のみ込まれた秘密     | The Insider                 | ジェームズ・ホイットモア・Jr | 2015年4月7日   | 1,433           |
| 20   | 20   | 家族のかたち         | Rock-a-Bye-Baby             | エロディ・キーン             | 2015年4月14日  | 1,440           |
| 21   | 21   | メッセージ           | You'll Do                   | アルリック・ライリー         | 2015年4月28日  | 1,455           |
| 22   | 22   | 嵐の気配             | How Much Pain Can You Take? | テレンス・オハラ             | 2015年5月5日   | 1,335           |
| 23   | 23   | 俺の街               | My City                     | ジェームズ・ヘイマン         | 2015年5月12日  | 1,361           |

### シーズン2 (2015年 - 2016年)
- 第12話「姉妹都市: 後編」は『NCIS 〜ネイビー犯罪捜査班』とのクロスオーバー・エピソード

| 話数 | 通算 | タイトル             | 原題                    | 監督                         | 米国放送日     | 視聴者数 (万人) |
| ---- | ---- | -------------------- | ----------------------- | ---------------------------- | -------------- | --------------- |
| 24   | 1    | 専制者はかくのごとし | Sic Semper Tyrannis     | ジェームズ・ホイットモア・Jr | 2015年9月22日  | 1,262           |
| 25   | 2    | シャドー部隊         | Shadow Unit             | ジェームズ・ヘイマン         | 2015年9月29日  | 1,286           |
| 26   | 3    | 女の意地             | Touched by the Sun      | エドワード・オルネラス       | 2015年10月6日  | 1,418           |
| 27   | 4    | 忘れられない人       | I Do                    | トニー・ワームビー           | 2015年10月13日 | 1,247           |
| 28   | 5    | 捜査協力             | Foreign Affairs         | ローラ・ベルシー             | 2015年10月20日 | 1,299           |
| 29   | 6    | 陰謀                 | Insane in the Membrane  | レスリー・リブマン           | 2015年10月27日 | 1,306           |
| 30   | 7    | 心臓の行方           | Broken Hearted          | エロディ・キーン             | 2015年11月3日  | 1,415           |
| 31   | 8    | ターゲット           | Confluence              | エドワード・オルネラス       | 2015年11月10日 | 1,239           |
| 32   | 9    | 闇の中で             | Darkest Hour            | マイケル・ジンバーグ         | 2015年11月17日 | 1,301           |
| 33   | 10   | 最初の事件           | Billy and the Kid       | メアリー・ルー・ベリー       | 2015年11月24日 | 1,185           |
| 34   | 11   | クリスマスの願い     | Blue Christmas          | トニー・ワームビー           | 2015年12月15日 | 1,209           |
| 35   | 12   | 姉妹都市: 後編       | Sister City: Part 2     | ジェームズ・ヘイマン         | 2016年1月5日   | 1,725           |
| 36   | 13   | 祖国を離れ           | Undocumented            | フレデリック・E・O・トーイ   | 2016年1月19日  | 1,330           |
| 37   | 14   | 葬られた真実         | Father's Day            | デニス・スミス               | 2016年2月9日   | 1,257           |
| 38   | 15   | 疑惑の英雄           | No Man's Land           | ジェームズ・ホイットモア・Jr | 2016年2月16日  | 1,341           |
| 39   | 16   | 新たなはじまり       | Second Chances          | テッサ・ブレイク             | 2016年2月23日  | 1,260           |
| 40   | 17   | かなわぬ夢           | Radio Silence           | テッサ・ブレイク             | 2016年3月1日   | 1,172           |
| 41   | 18   | 過去との決着         | If It Bleeds, It Leads  | ベサニー・ルーニー           | 2016年3月15日  | 1,197           |
| 42   | 19   | 見えない敵           | Means to an End         | アルリック・ライリー         | 2016年3月22日  | 1,338           |
| 43   | 20   | セカンドライン       | Second Line             | トニー・ワームビー           | 2016年4月5日   | 1,228           |
| 44   | 21   | 権力の重み           | Collateral Damage       | ジェームズ・ホイットモア・Jr | 2016年4月19日  | 1,222           |
| 45   | 22   | 救いの手             | Help Wanted             | テレンス・オハラ             | 2016年5月3日   | 1,256           |
| 46   | 23   | 第三の男             | The Third Man           | ベサニー・ルーニー           | 2016年5月10日  | 1,324           |
| 47   | 24   | 別れの銃弾           | Sleeping with the Enemy | ジェームズ・ヘイマン         | 2016年5月17日  | 1,330           |

### シーズン3 (2016年 - 2017年)
- 第14話「仕組まれた計画: 後編」は『NCIS 〜ネイビー犯罪捜査班』とのクロスオーバー・エピソード

| 話数 | 通算 | タイトル               | 原題                   | 監督                         | 米国放送日     | 視聴者数 (万人) |
| ---- | ---- | ---------------------- | ---------------------- | ---------------------------- | -------------- | --------------- |
| 48   | 1    | 思わぬ余波             | Aftershocks            | ジェームズ・ヘイマン         | 2016年9月20日  | 1,112           |
| 49   | 2    | エルヴィスという男     | Suspicious Minds       | マイケル・ジンバーグ         | 2016年9月27日  | 1,076           |
| 50   | 3    | 俺たちのやり方         | Man on Fire            | ロブ・モロー                 | 2016年10月11日 | 962             |
| 51   | 4    | 大脱走                 | Escape Plan            | ジェームズ・ホイットモア・Jr | 2016年10月18日 | 953             |
| 52   | 5    | 墜落の真相             | Course Correction      | トニー・ワームビー           | 2016年10月25日 | 962             |
| 53   | 6    | シールズを目指して     | One Good Man           | ロバート・グリーンリー       | 2016年11月15日 | 917             |
| 54   | 7    | アウトロー             | Outlaws                | メアリー・ルー・ベリー       | 2016年11月22日 | 850             |
| 55   | 8    | 若きトランペッター     | Music to My Ears       | マイケル・ジンバーグ         | 2016年12月6日  | 936             |
| 56   | 9    | オーバードライブ       | Overdrive              | ゴードン・ロンズデール       | 2016年12月13日 | 1,001           |
| 57   | 10   | 汚れた金の行方         | Follow the Money       | ステイシー・ブラック         | 2017年1月3日   | 962             |
| 58   | 11   | のるかそるか           | Let It Ride            | ニーナ・ロペス＝コラド       | 2017年1月17日  | 933             |
| 59   | 12   | 絶海の孤島             | Hell on the High Water | マイケル・ジンバーグ         | 2017年1月24日  | 918             |
| 60   | 13   | スキャンダル流出       | Return of the King     | ジェームズ・ヘイマン         | 2017年2月7日   | 901             |
| 61   | 14   | 仕組まれた計画: 後編   | Pandora's Box: Part 2  | レヴァー・バートン           | 2017年2月14日  | 1,032           |
| 62   | 15   | 繰り返す悪夢           | End of the Line        | エド・オルネラス             | 2017年2月21日  | 958             |
| 63   | 16   | 最後の砦               | The Last Stand         | テッサ・ブレイク             | 2017年3月7日   | 906             |
| 64   | 17   | 一匹狼                 | Swift, Silent, Deadly  | ランディー・ジスク           | 2017年3月14日  | 1,043           |
| 65   | 18   | 昔の男                 | Slay the Dragon        | メアリー・ルー・ベリー       |                |                 |
| 66   | 19   | 絶体絶命               | Quid Pro Quo           | アレックス・ザクシェフスキ   | 2017年3月28日  | 917             |
| 67   | 20   | NOLAコンフィデンシャル | NOLA Confidential      | ギアリー・マクロード         | 2017年4月4日   | 888             |
| 68   | 21   | 盗聴                   | Krewe                  | トニー・ワームビー           | 2017年4月18日  | 1,016           |
| 69   | 22   | ノックアウト           | Knockout               | ゴードン・ロンズデール       | 2017年5月2日   | 869             |
| 70   | 23   | 暴走                   | Down the Rabbit Hole   | エド・オルネラス             | 2017年5月9日   | 902             |
| 71   | 24   | 正義の鉄槌             | Poetic Justice         | ジェームズ・ヘイマン         | 2017年5月16日  | 922             |

### シーズン4 (2017年 - 2018年)
| 話数 | 通算 | タイトル             | 原題                              | 監督                         | 米国放送日     | 視聴者数 (万人) |
| ---- | ---- | -------------------- | --------------------------------- | ---------------------------- | -------------- | --------------- |
| 72   | 1    | 街を守れ             | Rogue Nation                      | ジェームズ・ヘイマン         | 2017年9月26日  | 878             |
| 73   | 2    | 熱烈なファン         | #1 Fan                            | ハート・ボックナー           | 2017年10月3日  | 923             |
| 74   | 3    | 危険な協力者         | The Asset                         | トニー・ワームビー           | 2017年10月10日 | 952             |
| 75   | 4    | 死者の声             | Dead Man Calling                  | トニー・ワームビー           | 2017年10月17日 | 954             |
| 76   | 5    | 消えた弾丸           | Viral                             | レヴァー・バートン           | 2017年10月24日 | 952             |
| 77   | 6    | 許容損害             | Acceptable Loss                   | メアリー・ルー・ベリー       | 2017年10月31日 | 886             |
| 78   | 7    | アクシデント         | The Accident                      | レヴァー・バートン           | 2017年11月7日  | 922             |
| 79   | 8    | 父の罪               | Sins of the Father                | ジェームズ・ホイットモア・Jr | 2017年11月14日 | 967             |
| 80   | 9    | ストリート・キッズ   | Hard Knock Life                   | デボラ・ライニシュ           | 2017年11月21日 | 799             |
| 81   | 10   | 因縁                 | Mirror, Mirror                    | ギアリー・マクロード         | 2017年12月12日 | 821             |
| 82   | 11   | モンスター           | Monster                           | ロブ・グリーンリー           | 2018年1月2日   | 910             |
| 83   | 12   | オタクの逆襲         | Identity Crisis                   | ゴードン・C・ロンズデール    | 2018年1月9日   | 870             |
| 84   | 13   | 固い絆               | Ties That Bind                    | ジェームズ・ヘイマン         | 2018年1月23日  | 930             |
| 85   | 14   | 新たな夜明け         | A New Dawn                        | マイケル・ジンバーグ         | 2018年2月6日   | 838             |
| 86   | 15   | 最後の戦い           | The Last Mile                     | ステイシー・K・ブラック      | 2017年2月27日  | 826             |
| 87   | 16   | 寄り添う心           | Empathy                           | テッサ・ブレイク             | 2018年3月6日   | 844             |
| 88   | 17   | 宝探し               | Treasure Hunt                     | トニー・ワームビー           | 2018年3月13日  | 925             |
| 89   | 18   | ジャングルへようこそ | Welcome to the Jungle             | ジェームズ・ホイットモア・Jr | 2018年3月27日  | 853             |
| 90   | 19   | 華麗なる賭け         | High Stakes                       | レヴァー・バートン           | 2018年4月3日   | 843             |
| 91   | 20   | 一触即発             | Powder Keg                        | メアリー・ルー・ベリー       | 2018年4月17日  | 846             |
| 92   | 21   | マインドゲーム       | Mind Games                        | ゴードン・C・ロンズデール    | 2018年5月1日   | 813             |
| 93   | 22   | プライド抹殺         | The Assassination of Dwayne Pride | エドワード・オルネラス       | 2018年5月8日   | 811             |
| 94   | 23   | チェックメイト: 前編 | Checkmate: Part 1                 | ジェームズ・ヘイマン         | 2018年5月15日  | 944             |
| 95   | 24   | チェックメイト: 後編 | Checkmate: Part 2                 | ジェームズ・ホイットモア・Jr |                |                 |

### シーズン5 (2018年 - 2019年)
| 話数 | 通算 | タイトル                   | 原題                   | 監督                                 | 米国放送日     | 視聴者数 (万人) |
| ---- | ---- | -------------------------- | ---------------------- | ------------------------------------ | -------------- | --------------- |
| 96   | 1    | 天使のささやき             | See You Soon           | ジェームズ・ヘイマン                 | 2018年9月25日  | 897             |
| 97   | 2    | 新たなボス                 | Inside Out             | エドワード・オルネラス               | 2018年10月2日  | 794             |
| 98   | 3    | スパイの誘惑               | Diplomatic Immunity    | ゴードン・ロンズデール               | 2018年10月9日  | 791             |
| 99   | 4    | 遺産                       | Legacy                 | レヴァー・バートン                   | 2018年10月16日 | 720             |
| 100  | 5    | 弟ができた日               | In the Blood           | ジェームズ・ホイットモア・Jr         | 2018年10月23日 | 712             |
| 101  | 6    | 臓器の行方                 | Pound of Flesh         | ハート・ボックナー                   | 2018年10月30日 | 756             |
| 102  | 7    | 時限爆弾                   | Sheepdogs              | マイケル・ジンバーグ                 | 2018年11月13日 | 758             |
| 103  | 8    | 異国での決意               | Close to Home          | トニー・ワームビー                   | 2018年11月20日 | 747             |
| 104  | 9    | 二重生活                   | Risk Assessment        | テッサ・ブレイク                     | 2018年12月4日  | 833             |
| 105  | 10   | 時間切れ                   | Tick Tock              | ステイシー・K・ブラック              | 2018年12月11日 | 776             |
| 106  | 11   | 影の支配者                 | Vindicta               | ジェームズ・ヘイマン                 | 2019年1月15日  | 729             |
| 107  | 12   | デスパレートな海軍の妻たち | Desperate Navy Wives   | マイケル・ジンバーグ                 | 2019年1月22日  | 670             |
| 108  | 13   | ウイルスX                  | X                      | メアリー・ルー・ベリー               | 2019年2月12日  | 716             |
| 109  | 14   | ゆがんだ正義               | Conspiracy Theories    | テッサ・ブレイク                     | 2019年2月19日  | 703             |
| 110  | 15   | 経済の刺客                 | Crab Mentality         | ステイシー・K・ブラック              | 2019年2月26日  | 719             |
| 111  | 16   | 生存者                     | Survivor               | ジェームズ・ホイットモア・Jr         | 2019年3月12日  | 698             |
| 112  | 17   | ある町の秘密               | Reckoning              | ゴードン・ロンズデール               | 2019年3月26日  | 718             |
| 113  | 18   | 見えないスパイ             | In Plain Sight         | レヴァー・バートン                   | 2019年4月2日   | 719             |
| 114  | 19   | 分裂一家                   | A House Divided        | デボラ・ライニシュ                   | 2019年4月9日   | 669             |
| 115  | 20   | 高額当選の秘密             | Jackpot                | メアリー・ルー・ベリー               | 2019年4月16日  | 654             |
| 116  | 21   | 華麗なる詐欺師             | Trust Me               | ジェン・ダーウィングソン・ピーコック | 2019年4月23日  | 646             |
| 117  | 22   | カオス理論                 | Chaos Theory           | エドワード・オルネラス               | 2019年4月30日  | 716             |
| 118  | 23   | 国境を越えて: 前編         | The River Styx: Part 1 | ジェームズ・ヘイマン                 | 2019年5月7日   | 944             |
| 119  | 24   | 国境を越えて: 後編         | The River Styx: Part 2 | ジェームズ・ホイットモア・Jr         | 2019年5月14日  | 693             |

### シーズン6 (2019年 - 2020年)
| 話数 | 通算 | タイトル             | 原題                      | 監督                         | 米国放送日     | 視聴者数 (万人) |
| ---- | ---- | -------------------- | ------------------------- | ---------------------------- | -------------- | --------------- |
| 120  | 1    | 決断の時             | Judgement Call            | ジェームズ・ヘイマン         | 2019年9月24日  | 666             |
| 121  | 2    | ターミネーターの難問 | The Terminator Conundrum  | エドワード・オルネラス       | 2019年10月1日  | 690             |
| 122  | 3    | 古傷のニューヨーク   | Bad Apple                 | ステイシー・K・ブラック      | 2019年10月8日  | 669             |
| 123  | 4    | 見落とし             | Overlooked                | ゴードン・ロンズデール       | 2019年10月15日 | 657             |
| 124  | 5    | 愛しのスパイ         | Spies & Lies              | レヴァー・バートン           | 2019年10月22日 | 664             |
| 125  | 6    | マタイの福音書       | Matthew 5:9               | マイケル・ジンバーグ         | 2019年11月5日  | 661             |
| 126  | 7    | 壊れた歯車           | Boom-Boom-Boom-Boom       | メアリー・ルー・ベリー       | 2019年11月12日 | 641             |
| 127  | 8    | マングースの騎士団   | The Order of the Mongoose | ロブ・グリーンリー           | 2019年11月19日 | 689             |
| 128  | 9    | 罪を逃れて           | Convicted                 | ハート・ボックナー           | 2019年11月26日 | 687             |
| 129  | 10   | 報復                 | Requital                  | マイケル・ジンバーグ         | 2019年12月17日 | 705             |
| 130  | 11   | 潜入捜査             | Bad Moon Rising           | ライオネル・コールマン       | 2020年2月16日  | 524             |
| 131  | 12   | 謎の殺し屋           | Waiting for Monroe        | ジェームズ・ホイットモア・Jr | 2020年2月23日  | 559             |
| 132  | 13   | 諸悪の根源           | The Root of All Evil      | テッサ・ブレイク             | 2020年3月1日   | 556             |
| 133  | 14   | 赤いスーツの男       | The Man in the Red Suit   | ジェームズ・ヘイマン         | 2020年3月8日   | 562             |
| 134  | 15   | 標的にされた少女     | Relentless                | ゴードン・ロンズデール       | 2020年3月15日  | 635             |
| 135  | 16   | プライドと偏見       | Pride and Prejudice       | ハート・ボックナー           | 583            |                 |
| 136  | 17   | 偏見の狭間で         | Biased                    | レヴァー・バートン           | 2020年3月22日  | 639             |
| 137  | 18   | 生まれ変わった女     | A Changed Woman           | メアリー・ルー・ベリー       | 2020年3月29日  | 650             |
| 138  | 19   | スパイの裏切り       | Monolith                  | ダイアナ・ヴァレンタイン     | 2020年4月12日  | 588             |
| 139  | 20   | プレデター           | Predators                 | ゴードン・ロンズデール       | 2020年4月19日  | 624             |

### シーズン7 (2020年 - 2021年)
| 話数 | 通算 | タイトル             | 原題                          | 監督                         | 米国放送日     | 視聴者数 (万人) |
| ---- | ---- | -------------------- | ----------------------------- | ---------------------------- | -------------- | --------------- |
| 140  | 1    | 果てしない闘い: 前編 | Something in the Air: Part 1  | ジェームズ・ホイットモア・Jr | 2020年11月8日  | 465             |
| 141  | 2    | 果てしない闘い: 後編 | Something in the Air: Part 2  | ジェームズ・ホイットモア・Jr | 2020年12月15日 | 471             |
| 142  | 3    | 告発 前編            | One of Our Own                | ハート・ボックナー           | 2020年11月22日 | 490             |
| 143  | 4    | 告発 後編            | We All Fall...                | ハート・ボックナー           | 2020年12月13日 | 517             |
| 144  | 5    | 水面下の作戦 前編    | Operation Drano: Part 1       | レヴァー・バートン           | 2021年1月3日   | 454             |
| 145  | 6    | 水面下の作戦 後編    | Operation Drano: Part 2       | レヴァー・バートン           | 2021年1月10日  | 467             |
| 146  | 7    | 消えない悪夢 前編    | Leda and the Swan: Part 1     | ダイアナ・C・ヴァレンタイン  | 2021年1月17日  | 507             |
| 147  | 8    | 消えない悪夢 後編    | Leda and the Swan: Part 2     | ダイアナ・C・ヴァレンタイン  | 2021年2月14日  | 500             |
| 148  | 9    | 家族の亀裂           | Into Thin Air                 | ティム・アンドリュー         | 2021年2月21日  | 493             |
| 149  | 10   | 悲劇のスナイパー     | Homeward Bound                | ハート・ボックナー           | 2021年2月28日  | 503             |
| 150  | 11   | 脱獄計画             | Stashed                       | シャーマン・シェルトン・Jr   | 2021年3月28日  | 486             |
| 151  | 12   | 古傷                 | Once Upon a Time              | ロブ・グリーンリー           | 2021年4月4日   | 463             |
| 152  | 13   | ギャングの息子       | Choices                       | ライオネル・コールマン       | 2021年5月2日   | 479             |
| 153  | 14   | 守りたいもの         | Illusions                     | ロブ・グリーンリー           | 2021年5月9日   | 496             |
| 154  | 15   | 一族の血             | Runs in the Family            | メアリー・ルー・ベリー       | 2021年5月16日  | 498             |
| 155  | 16   | 愛しきわが街         | Laissez Les Bons Temps Rouler | ティム・アンドリュー         | 2021年5月23日  | 518             |